# Giro di Slovenia 2021
Il Giro di Slovenia 2021, ventisettesima edizione della corsa e valevole come ventiduesima prova dell'UCI ProSeries 2021 categoria 2.Pro, si svolse in cinque tappe dal 9 al 13 giugno 2021 su un percorso di 803,7 km, con partenza da Ptuj e arrivo a Novo Mesto, in Slovenia. La vittoria fu appannaggio dello sloveno Tadej Pogačar, che completò il percorso in 19h23'31", alla media di 41,445 km/h, precedendo gli italiani Diego Ulissi e Matteo Sobrero.
Sul traguardo di Novo Mesto 117 ciclisti, su 139 partiti da Ptuj, portarono a termine la competizione.

## Tappe
| Tappa  | Data      | Percorso                | km    | Vincitore di tappa | Leader cl. generale |
| ------ | --------- | ----------------------- | ----- | ------------------ | ------------------- |
| 1ª     | 9 giugno  | Ptuj > Rogaška Slatina  | 151,5 | Phil Bauhaus       | Phil Bauhaus        |
| 2ª     | 10 giugno | Žalec > Celje           | 147   | Tadej Pogačar      | Tadej Pogačar       |
| 3ª     | 11 giugno | Brežice > Krško         | 165,8 | Jon Aberasturi     | Tadej Pogačar       |
| 4ª     | 12 giugno | Aidussina > Nova Gorica | 164,1 | Diego Ulissi       | Tadej Pogačar       |
| 5ª     | 13 giugno | Lubiana > Novo Mesto    | 175,3 | Phil Bauhaus       | Tadej Pogačar       |
| Totale | Totale    | Totale                  | 803,7 |                    |                     |

## Squadre e corridori partecipanti
| N.    | Cod. | Squadra                     |
| ----- | ---- | --------------------------- |
| 1-7   | UAD  | UAE Team Emirates           |
| 11-17 | BEX  | Team BikeExchange           |
| 21-27 | AST  | Astana-Premier Tech         |
| 31-37 | TBV  | Bahrain Victorious          |
| 41-47 | BCF  | Bardiani-CSF-Faizanè        |
| 51-57 | ANS  | Androni Giocattoli-Sidermec |
| 61-67 | UXT  | Uno-X Pro Cycling Team      |
| 71-77 | EKP  | Equipo Kern Pharma          |
| 81-87 | GAZ  | Gazprom-RusVelo             |
| 91-97 | CJR  | Caja Rural-Seguros RGA      |

| N.      | Cod. | Squadra                     |
| ------- | ---- | --------------------------- |
| 101-107 | EUS  | Euskaltel-Euskadi           |
| 111-117 | BWB  | Bingoal Pauwels Sauces WB   |
| 121-127 | DHB  | Canyon dhb SunGod           |
| 131-137 | ADR  | Adria Mobil                 |
| 141-147 | LGS  | Ljubljana Gusto Santic      |
| 151-157 | DKB  | Dukla Banská Bystrica       |
| 161-167 | TCQ  | ColoQuick                   |
| 171-177 | MSP  | HRE Mazowsze Serce Polski   |
| 181-187 | RWC  | Ribble Weldtite Pro Cycling |
| 191-197 | SVN  | Slovenia                    |

## Dettagli delle tappe

### 1ª tappa
- 9 giugno: Ptuj > Rogaška Slatina – 151,5 km

Risultati
| Pos. | Corridore      | Squadra    | Tempo    |
| ---- | -------------- | ---------- | -------- |
| 1    | Phil Bauhaus   | Bahrain    | 3h33'45" |
| 2    | Jon Aberasturi | Caja Rural | s.t.     |
| 3    | Rui Oliveira   | UAE        | s.t.     |

| Pos. | Corridore      | Squadra    | Tempo    |
| ---- | -------------- | ---------- | -------- |
| 1    | Phil Bauhaus   | Bahrain    | 3h33'35" |
| 2    | Jon Aberasturi | Caja Rural | a 4"     |
| 3    | Rui Oliveira   | UAE        | a 6"     |

### 2ª tappa
- 10 giugno: Žalec > Celje – 147 km

Risultati
| Pos. | Corridore     | Squadra | Tempo    |
| ---- | ------------- | ------- | -------- |
| 1    | Tadej Pogačar | UAE     | 3h32'03" |
| 2    | Matej Mohorič | Bahrain | a 1'22"  |
| 3    | Diego Ulissi  | UAE     | s.t.     |

| Pos. | Corridore     | Squadra | Tempo    |
| ---- | ------------- | ------- | -------- |
| 1    | Tadej Pogačar | UAE     | 7h05'37" |
| 2    | Matej Mohorič | Bahrain | a 1'24"  |
| 3    | Diego Ulissi  | UAE     | a 1'28"  |

### 3ª tappa
- 11 giugno: Brežice > Krško – 165,8 km

Risultati
| Pos. | Corridore      | Squadra    | Tempo    |
| ---- | -------------- | ---------- | -------- |
| 1    | Jon Aberasturi | Caja Rural | 3h50'26" |
| 2    | Matej Mohorič  | Bahrain    | s.t.     |
| 3    | Matteo Trentin | UAE        | s.t.     |

| Pos. | Corridore     | Squadra | Tempo     |
| ---- | ------------- | ------- | --------- |
| 1    | Tadej Pogačar | UAE     | 10h56'03" |
| 2    | Matej Mohorič | Bahrain | a 1'15"   |
| 3    | Diego Ulissi  | UAE     | a 1'26"   |

### 4ª tappa
- 12 giugno: Aidussina > Nova Gorica – 164,1 km

Risultati
| Pos. | Corridore      | Squadra | Tempo    |
| ---- | -------------- | ------- | -------- |
| 1    | Diego Ulissi   | UAE     | 4h15'28" |
| 2    | Tadej Pogačar  | UAE     | a 1"     |
| 3    | Matteo Sobrero | Astana  | s.t.     |

| Pos. | Corridore      | Squadra | Tempo     |
| ---- | -------------- | ------- | --------- |
| 1    | Tadej Pogačar  | UAE     | 15h11'26" |
| 2    | Diego Ulissi   | UAE     | a 1'21"   |
| 3    | Matteo Sobrero | Astana  | a 1'35"   |

## Evoluzione delle classifiche
| Tappa              | Vincitore          | Classifica generale Maglia verde | Classifica a punti Maglia rossa | Classifica scalatori Maglia blu | Classifica giovani Maglia bianca | Classifica a squadre |
| ------------------ | ------------------ | -------------------------------- | ------------------------------- | ------------------------------- | -------------------------------- | -------------------- |
| 1ª                 | Phil Bauhaus       | Phil Bauhaus                     | Phil Bauhaus                    | Mathijs Paasschens              | Jonas Hvideberg                  | Bahrain Victorious   |
| 2ª                 | Tadej Pogačar      | Tadej Pogačar                    | Phil Bauhaus                    | Tadej Pogačar                   | Kristjan Hočevar                 | UAE Team Emirates    |
| 3ª                 | Jon Aberasturi     | Tadej Pogačar                    | Matej Mohorič                   | Kenny Molly                     | Kristjan Hočevar                 | UAE Team Emirates    |
| 4ª                 | Diego Ulissi       | Tadej Pogačar                    | Matej Mohorič                   | Tadej Pogačar                   | Kristjan Hočevar                 | UAE Team Emirates    |
| 5ª                 | Phil Bauhaus       | Tadej Pogačar                    | Matej Mohorič                   | Tadej Pogačar                   | Kristjan Hočevar                 | UAE Team Emirates    |
| Classifiche finali | Classifiche finali | Tadej Pogačar                    | Matej Mohorič                   | Tadej Pogačar                   | Kristjan Hočevar                 | UAE Team Emirates    |

Maglie indossate da altri ciclisti in caso di due o più maglie vinte
- Nella 2ª tappa Jon Aberasturi ha indossato la maglia rossa al posto di Phil Bauhaus.
- Nella 3ª tappa Kenny Molly ha indossato la maglia blu al posto di Tadej Pogačar.
- Nella 5ª tappa Rafał Majka ha indossato la maglia blu al posto di Tadej Pogačar.

## Classifiche finali

### Classifica generale - Maglia verde
| Pos. | Corridore        | Squadra      | Tempo     |
| ---- | ---------------- | ------------ | --------- |
| 1    | Tadej Pogačar    | UAE          | 19h23'31" |
| 2    | Diego Ulissi     | UAE          | a 1'21"   |
| 3    | Matteo Sobrero   | Astana       | a 1'35"   |
| 4    | Rafał Majka      | Ineos        | a 2'08"   |
| 5    | James Shaw       | Riblle       | a 2'29"   |
| 6    | Tanel Kangert    | BikeExchange | a 2'34"   |
| 7    | Matej Mohorič    | Bahrain      | a 2'39"   |
| 8    | Giovanni Carboni | Bardiani     | a 2'46"   |
| 9    | Jan Polanc       | UAE          | a 3'21"   |
| 10   | Jonathan Lastra  | Caja Rural   | a 4'45"   |

### Classifica a punti - Maglia rossa
| Pos. | Corridore      | Squadra    | Punti |
| ---- | -------------- | ---------- | ----- |
| 1    | Matej Mohorič  | Bahrain    | 58    |
| 2    | Jon Aberasturi | Caja Rural | 57    |
| 3    | Phil Bauhaus   | Bahrain    | 53    |
| 4    | Tadej Pogačar  | UAE        | 46    |
| 5    | Diego Ulissi   | UAE        | 45    |

### Classifica scalatori - Maglia blu
| Pos. | Corridore       | Squadra | Punti |
| ---- | --------------- | ------- | ----- |
| 1    | Tadej Pogačar   | UAE     | 16    |
| 2    | Rafał Majka     | Ineos   | 13    |
| 3    | Diego Ulissi    | UAE     | 12    |
| 4    | Adam Stachowiak | HRE     | 11    |
| 5    | Matteo Sobrero  | Astana  | 10    |

### Classifica giovani - Maglia bianca
| Pos. | Corridore          | Squadra | Punti     |
| ---- | ------------------ | ------- | --------- |
| 1    | Kristjan Hočevar   | Adria   | 19h30'35" |
| 2    | Javier Romo        | Astana  | a 2'34"   |
| 3    | Raúl García Pierna | Kern    | a 8'13"   |
| 4    | D. van der Tuuk    | Kern    | a 8'16"   |
| 5    | Gal Glivar         | Adria   | a 11'19"  |

### Classifica a squadre
| Pos. | Squadra              | Tempo     |
| ---- | -------------------- | --------- |
| 1    | UAE Team Emirates    | 58h14'13" |
| 2    | Gazprom-RusVelo      | a 15'26"  |
| 3    | Astana-Premier Tech  | a 15'34"  |
| 4    | Team BikeExchange    | a 17'06"  |
| 5    | Bardiani-CSF-Faizanè | a 19'21"  |